# ITRAQ
Bei iTRAQ (isobaric Tags for Relative and Absolute Quantitation) handelt es sich um eine experimentelle Methode aus dem Bereich der Proteinanalytik und Proteomik. Sie dient dazu, verschiedene Proteine und Peptide per Massenspektrometrie gemeinsam zu quantifizieren. iTRAQ verwendet unter anderem die Isobarenmarkierung und die Tandem-Massenspektrometrie.

## Verfahren

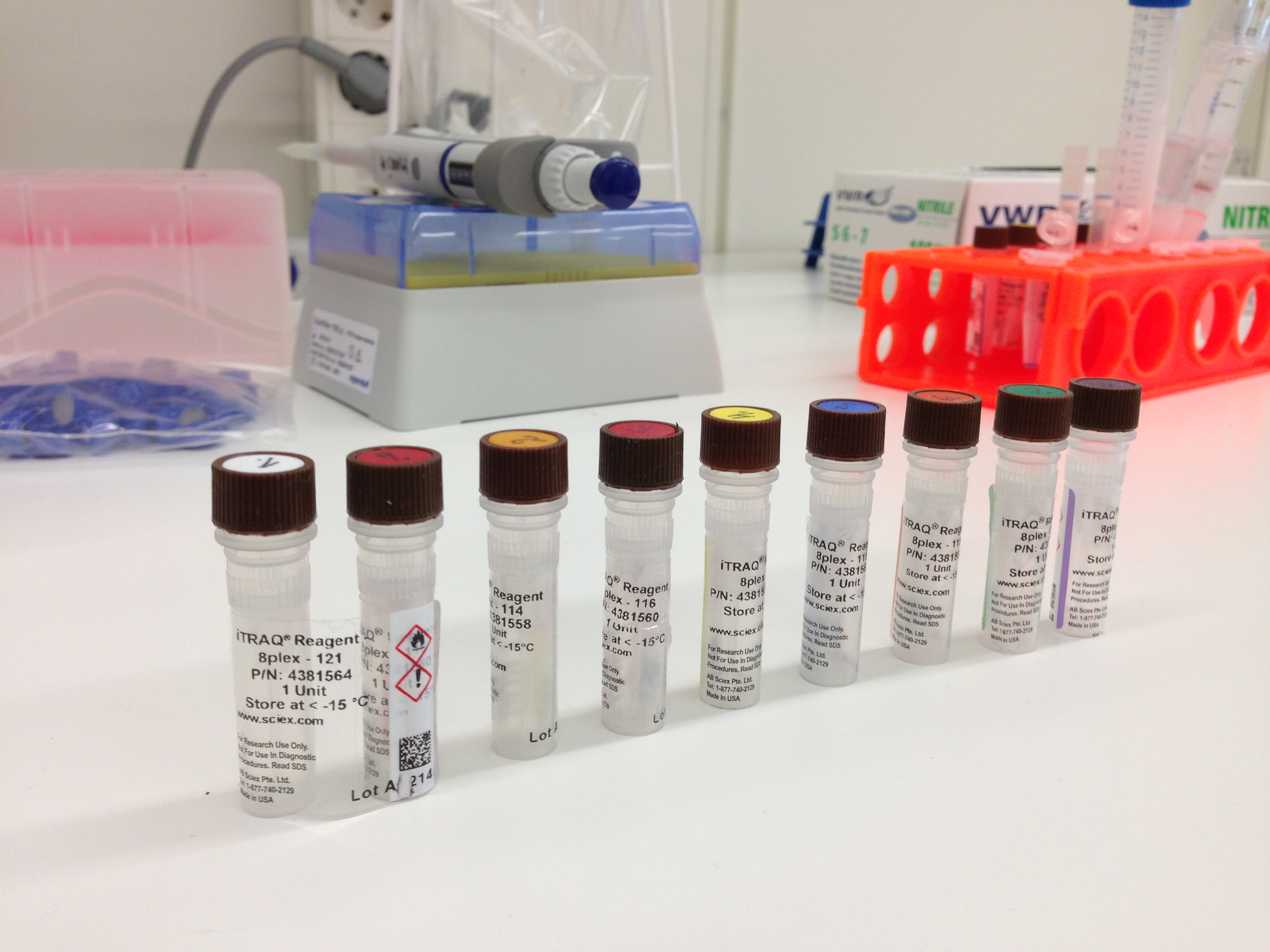
iTRAQ–Kit für 8 Proben

iTRAQ wird in der Proteomik zur Proteincharakterisierung verwendet, da mit der Methode bis zu vier, mit der Weiterentwicklung 8-Plex bis zu acht Proben gleichzeitig untersucht werden können. Zur Anwendung des iTRAQ-Verfahrens ist es zunächst notwendig, den N-Terminus und die Amino-Seitenketten der in den Proben vorhandenen Peptide mit kovalent gebundenen mit verschiedenen Molekülen (genannt Label bzw. Tag) verschiedener Molmassen zu markieren. Dazu kommen derzeit zwei verschiedene Reagenzien zum Einsatz: 4-plex und 8-plex. Die Tags besitzen unterschiedliche Massen, fragmentieren im Massenspektrometer verschieden und können daher im Massenspektrum unterschieden werden.
Es können beliebige Peptide verschiedenster Herkunft markiert werden. Die gemeinsam zu untersuchenden Proben werden anschließend vereint (gepoolt), dann üblicherweise per nano-HPLC fraktioniert und mittels Tandem-Massenspektrometrie (MS/MS) analysiert. Eine nachfolgende Datenbanksuche mit den erhaltenen Fragmentierungsdaten erlaubt es, die Peptide zu identifizieren und so die entsprechenden Proteine zu bestimmen.
Die Fragmentierung der eingeführten Tags erzeugt dabei im unteren Massenbereich in Abhängigkeit vom verwendeten Tag-Typ jeweils ein Ion mit einer typischen Masse, das sogenannte Reporter-Ion, dessen Häufigkeit des Auftretens dazu verwendet werden kann, die Menge der im gleichen Spektrum vorhandenen Peptide (und damit die Proteine) relativ zueinander zu bestimmen. Es handelt sich also um eine gel-freie Methode zur relativen Quantifizierung (vergleichsweise Mengenbestimmung).
Ist die absolute Menge einer der Proben bekannt, erlaubt das Verfahren auch eine absolute Quantifizierung, da sich die Menge jeder weiteren Probe über das Verhältnis berechnen lässt.

## Datenauswertung

### Peptid-Ebene

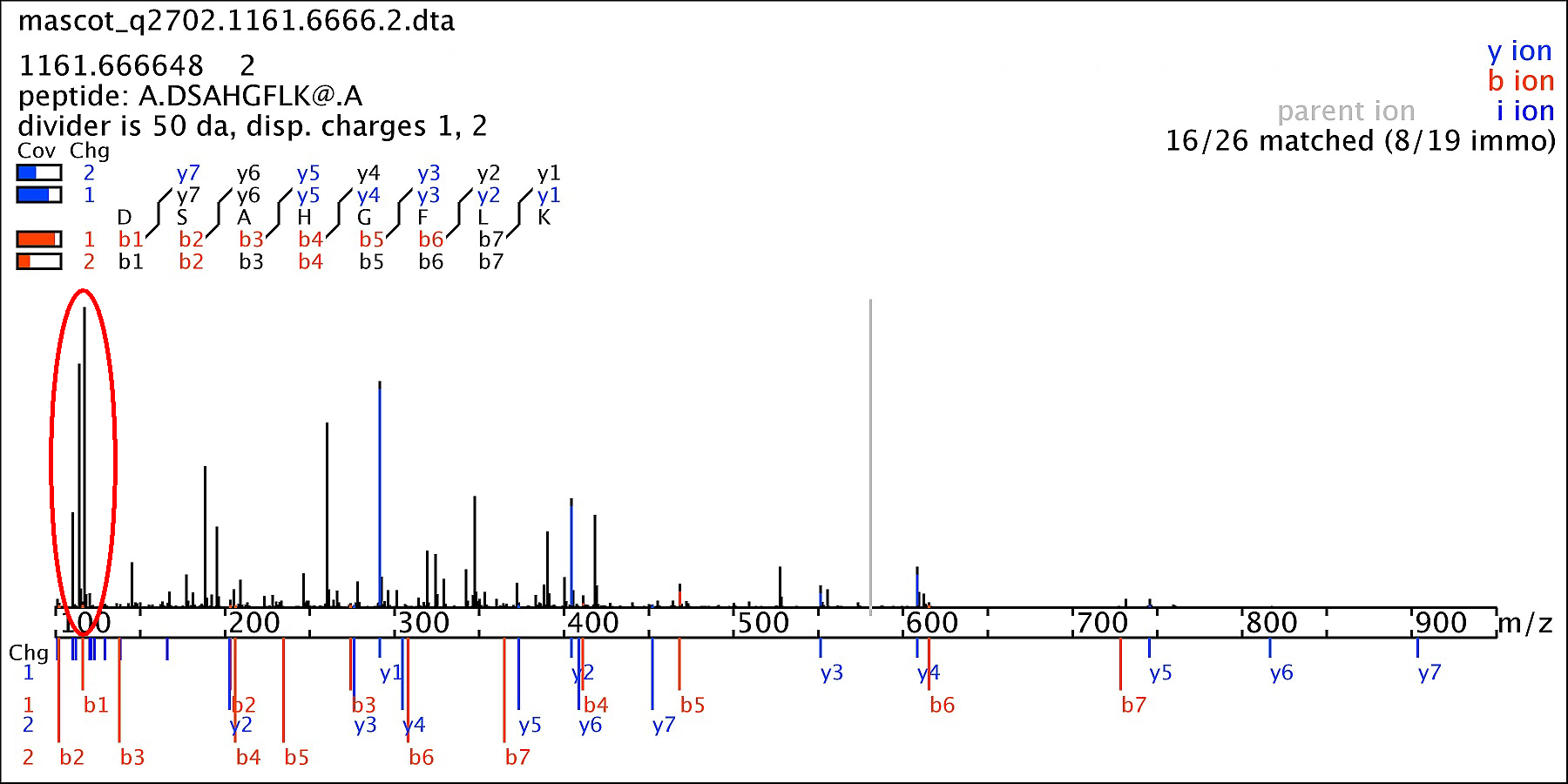
Beispiel für iTRAQ-Reporter im Massenspektrum, Reporter links rot eingekreist. Die einfach geladenen Reporter-Ionen werden im unteren Spektrum sichtbar bei den Masse/Ladungs-Verhältnissen (m/z) 114, 115, 116 und 117.

Die Signale der Reporter-Ionen in jedem MS/MS-Spektrum erlauben es, die relative Häufigkeit (Ratio) der Peptide zum Reporter zu berechnen, die über dieses Spektrum identifiziert wurden. Aufgrund von Messungenauigkeiten kann es durchaus auftreten, dass die Reporter-Ionen durch jeweils mehr als ein Signal im Spektrum vertreten sind und diese auf geeignete Weise und ohne Informationsverfälschung zu einem Peak zusammengefasst werden müssen. Um beispielsweise die Intensität mehrerer Peaks zusammenzufassen, gibt es zwei mögliche Vorgehensweisen:
- Summieren der Intensitäten der Peaks
- Integration

Hier die Fläche des Spektrums zu integrieren führt zu größeren Fehlern, falls die Abstände der Peaks und die Anzahl der Peaks nicht gleich sind. Die Intensitäten dieser Signale sollten also addiert werden, um in diesem Fall einen kleineren Fehler zu erhalten.

### Protein-Ebene
Die Ratios der Peptide sind log-normalverteilt. Daher repräsentiert der Median der Peptid-Ratios eines Proteins die relative Quantifizierung dieses Proteins im Vergleich zum Reporter mit bekannter Menge.

### Software
Die Daten der MS/MS-Spektren können mit folgender frei verfügbarer Software analysiert werden
- i-Tracker, ein einfaches Programm, das um die Peaks eine Trapezfläche konstanter Breite berechnet und diese zur Bestimmung der Ratios verwendet.[6]
- Quant,[A 1] ein Matlab-Skript, das den statistisch präzisen Algorithmus implementiert.[5]
- Quant for windows,[A 2] die Windows-Implementierung von Quant.[7]
- jTraqX,[A 3] die portable Java-Implementierung von Quant.[8]